# La venta del siglo (Paraguay)
La venta del siglo fue un programa surgido del formato Sale of the Century de Reg Grundy Productions Worldwide, emitido desde 1995 hasta 1998 en SNT Continental.

## Presentación
Se introduce el programa, presentando al ganador del día o de la semana anterior y presentando tres de los variados premios a precios de oferta y al presentador.
Al llegar al 9.° programa, el programa arranca de forma diferente, tras arriesgar premios durante los programas anteriores. y presentando tres de los variados premios a precios de oferta y al presentador.

## Bloques
- Primera Tienda: Los Competidores son presentados al ganador, y se activan por cada pulsador la suma básica de ₲ 10.000, y se hace la primera serie de preguntas, y acceden directamente a la primera tienda.

- Segunda Tienda/Juego de la Fama: en esta serie, se contestan las preguntas y al elegir una o varias casillas se acumulan o se disminuyen el monto acumulado, dependiendo que la respuesta sea o no correcta. Al elegir la casilla correspondiente a un famoso, sale un premio, sumándose a lo acumulado.

- Tercera Tienda: En esta última serie de preguntas, se eligen los famosos en el Panel de los famosos, para llegar al nivel final.

- El nivel final: Se llega tras acumular una suma enorme de Guaraníes, donde el competidor arriesga los premios o llega a un nivel máximo.[6]